# Breakfast at Tiffany's (phim)
Breakfast at Tiffany's (Tạm dịch: Điểm tâm ở Tiffany's) là một bộ phim Mỹ năm 1961 với các diễn viên chính Audrey Hepburn và George Peppard, cùng với Patricia Neal, Buddy Ebsen, Martin Balsam, và Mickey Rooney. Phim được đạo diễn bởi Blake Edwards và hãng Paramount Pictures phát hành.
Bộ phim được chuyển thể từ tiểu thuyết ngắn cùng tên, kể về cô gái Holly xinh đẹp miền quê Texas lên New York với mong muốn kiếm một tấm chồng giàu có và hòa nhập vào xã hội thượng lưu. Một ngày kia nhà văn trẻ và nghèo khó tên là Paul Varjak xuất hiện và Holly dần nhận ra ý nghĩa đích thực của cuộc sống.
Phim giành được 5 đề cử Oscar và đoạt 2 giải cho nhạc phim và ca khúc phim hay nhất với Moon River.

## Nội dung
Holly Golighly (Audrey Hepburn), một thiếu nữ xinh đẹp và duyên dáng khao khát thoát khỏi cuộc sống thôn quê nghèo khó miền Texas để nhập vào chốn thị thành phồn hoa đô hội ở New York. Cô có một niềm vui duy nhất trong ngày là say sưa ngắm nghía những món đồ trang sức lộng lẫy được bày bán trong cửa hàng trang sức Tiffany lúc 6 giờ mỗi buổi sáng. Thói quen thường nhật của cô được coi là "bữa điểm tâm ở Tiffany".

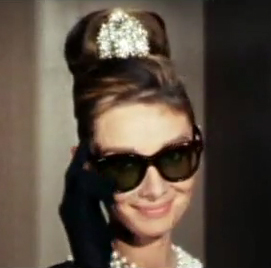
Audrey Hepburn trong vai Holly Golighly

Holly kiếm tiền bằng cách làm người đưa tin cho tù nhân tên là Sally Tomato trong nhà tù Sing Sing hàng tuần. Cô tổ chức những bữa tiệc thâu đêm trong căn hộ của mình để được hòa nhập vào xã hội quý tộc. Những điều ấy chỉ để khỏa lấp quá khứ đầy bí ẩn của Holly. 13 tuổi Holly trốn nhà ra đi với cậu em trai, sau đó cô lấy một người đàn ông ít học bằng tuổi cha mình. Cuối cùng thì cô bỏ trốn lên New York.
Cuộc sống cứ thế trôi qua cho đến một ngày, một người lạ mặt xuất hiện ở căn hộ tầng dưới. Đó là Paul Varjak (George Peppard), một văn sĩ trẻ. Cũng giống như Holly, Paul cũng bị lạc dòng trong cuộc sống phồn hoa giàu sang của chốn đô thành. Anh mê viết văn, nhưng lại không thể sống được bằng ngòi bút mà phải làm "trai bao" cho một bà nạ dòng mà anh gọi là 2E. Như tìm được sự đồng điệu, hai người nảy sinh tình cảm gắn bó…
Sự đồng cảm của Holly và Paul chuyển biến dần thành tình yêu. Chính tình yêu đẹp này đã giúp họ hiểu hơn về nhau và sống tốt hơn. Holly thực sự là cô gái có tâm hồn phong phú và không hề đơn giản. Cô vốn từng mơ ước lấy bất kỳ người đàn ông nào, miễn là anh ta giàu có. Nhưng với tình cảm giản dị của Paul, Holly chợt hiểu ra rằng cuộc sống còn nhiều thứ giá trị hơn tiền bạc. Cuối cùng, qua bao sóng gió và hiểu lầm, họ cũng đến được với nhau.

## Diễn viên
- Audrey Hepburn vai Holly Golightly
- George Peppard vai Paul "Fred" Varjak
- Patricia Neal vai Bà Failenson/Emily Eustace (2E)
- Buddy Ebsen vai Doc Golightly
- Martin Balsam vai O.J. Berman
- Orangey vai Mèo Cat (huấn luyện bởi Frank Inn)
- Mickey Rooney vai ông Yunioshi
- Alan Reed vai Sally Tomato

## Giải thưởng và vinh dự

### Giải Oscar
| Giải thưởng                         | Người giành được                                |
| Nhạc phim hay nhất                  | Henry Mancini                                   |
| Ca khúc phim hay nhất: "Moon River" | Johnny Mercer Henry Mancini                     |
| Đề cử                               |                                                 |
| Nữ chính xuất sắc nhất              | Audrey Hepburn                                  |
| Chỉ đạo nghệ thuật xuất sắc         | Hal Pereira Roland Anderson Sam Comer Ray Moyer |
| Kịch bản chuyển thể hay nhất        | George Axelrod                                  |

### Giải thưởng và vinh dự khác
- Giải Grammy cho ca khúc phim hay nhất - John Addison
- Giải của Nghiệp đoàn kịch tác gia Mỹ, miền Đông cho kịch bản Mỹ xuất sắc nhất - George Axelrod.

Danh sách của AFI
- 2002 100 phim tình cảm: #61
- 2004 100 ca khúc phim hay nhất:
  - "Moon River": #4